# خفاش‌های گوش‌زرد
خفاش‌های گوش‌زرد (نام علمی: Vampyressa) نام یک سرده از تیره خفاش برگ‌بینی است.